# Референдум в Исландии (1944)
Референдум, состоящий из двух частей, проводился в Исландии с 20 по 23 мая 1944 года. Граждане Исландии должны были ответить «да» или «нет» на два вопроса:
- Следует ли отменить Существующий  Союз с Данией?
- Принять ли новую республиканскую конституцию?

Обе меры были одобрены, и за каждую проголосовало более 98%. Явка избирателей составила 98,4% в целом, а в округах Сейдисфьордюр и Вестюр-Скафтаведльс по 100%.
Принятый 1 декабря 1918 года Датско-Исландский Акт союза предоставил Исландии независимость, но сохранил две страны в личной унии, при этом король Дании также является королём Исландии.

## Результаты
| Вопрос                        | За            | За   | Против        | Против | Недействительные бюллетени | Всего проголосовало | Зарегистрировано голосующих | Явка избирателей (%) | Результат |
| Вопрос                        | Проголосовало | %    | Проголосовало | %      | Недействительные бюллетени | Всего проголосовало | Зарегистрировано голосующих | Явка избирателей (%) | Результат |
| ----------------------------- | ------------- | ---- | ------------- | ------ | -------------------------- | ------------------- | --------------------------- | -------------------- | --------- |
| Отменить Акт о союзе с Данией | 71,122        | 99.5 | 377           | 0.5    | 1,559                      | 73,058              | 74,272                      | 98.4                 | Утверждён |
| Новая конституция             | 69,435        | 98.5 | 1,051         | 1.5    | 2,572                      | 73,058              | 74,272                      | 98.4                 | Утверждён |

## Последствия
17 июня 1944 года в парке Тингведлир состоялся республиканский праздник. В 13:30 премьер-министр Бьёрн Тордарсон начал празднование, после чего состоялся религиозный обряд. Был поднят исландский флаг, и члены парламента поднялись со своих мест под звон церковных колоколов. Все в одностороннем порядке заявили, что Исландия впредь будет республикой. Затем члены парламента избрали Свейдна Бьёрнссона в качестве первого президента. Свейнн был регентом Исландии и заместителем короля в годы войны. Он был единственным президентом, не избранным напрямую народом Исландии.
Союз с Данией был распущен 17 июня 1944 года. Несмотря на то, что Дания всё ещё была оккупирована нацистской Германией, а Исландия — войсками США, король Дании Кристиан X направил исландскому народу поздравление.